# Musée du Domaine Whim de Frederiksted
Le Musée du Domaine Whim est un musée chargé de collecter et de conserver activement des artefacts pertinents concernant l'histoire coloniale et moderne de Sainte-Croix situé à Frederiksted dans les Îles Vierges des États-Unis.

## Historique
Avec ses quartiers d'esclaves, sa grande maison, son moulin et son complexe d'usines, le Domaine Whim est le seul musée consacré à la plantation de sucre dans les Îles Vierges des États-Unis. Le site, faisant 12 acres, comprend des bâtiments restaurés du XVIIIe siècle qui témoignent des compétences et du travail des Africains réduits en esclavage ainsi que des espoirs et des rêves des Européens en quête de richesses dans les « îles du sucre » des Caraïbes.
Construite dans les années 1760, la Grande Maison, avec sa forme ovale, ses murs de corail et ses grandes fenêtres, abrite aujourd'hui la boutique de souvenirs du musée et le centre des visiteurs dans une aile. Le reste de la Grande Maison offre aux visiteurs un aperçu de la chambre à coucher, de la salle à manger et du salon entièrement meublés contenant des œuvres d'art originales, des luminaires, des meubles anciens, de la porcelaine, de l'argenterie, des objets de l'époque et bien plus encore. Sous la Grande Maison se situent les caves qui abritent l’atelier de menuiserie d’Arthur Abel, un charpentier local.
A l'extérieur de la Grande Maison subsistent toujours la cuisine et les appartements des domestiques ainsi qu'une salle d'exposition. Le domaine conserve encore aujourd'hui un jardin où pousse des plantes, des arbres et des fleurs à usage médicinal et même du coton sauvage. De la canne à sucre continue à pousser dans l'un des jardins de la plantation. Les moulins de l'usine à sucre ont été restaurés et contiennent encore les rouleaux de bois servant à écraser la canne à sucre, etraire le jus et le transporter par le biais d'une écluse à la sucrerie. Il reste également la cheminée, un moulin à animaux et les ruines de l'usine à sucre.
Les recherches en cours révèlent les secrets de l'ère des plantations de Sainte-Croix et de ses nombreuses ramifications. Une bibliothèque de livres rares et un dépôt d'archives ont été établis sur la propriété. Ils facilitent le travail de la Société et sont ouverts au public pour des recherches savantes.